# Tokio Express

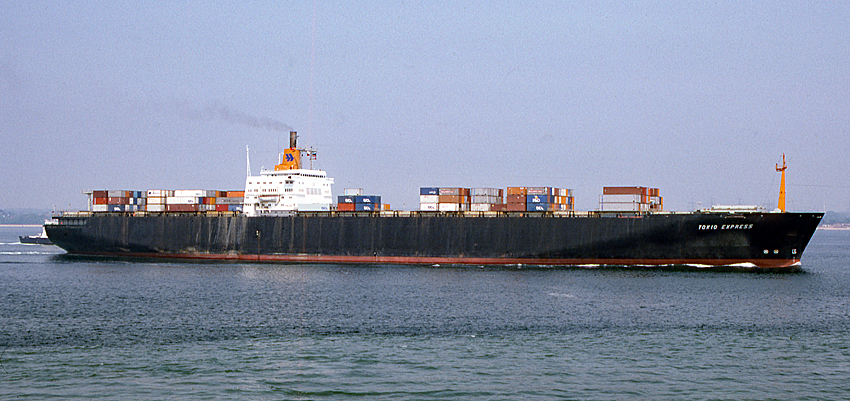
Le Tokio Express en 1988.

Le Tokio Express est un ancien porte-conteneurs, construit et enregistré à Hambourg en 1973 pour Hapag-Lloyd. En 1984, il a été rebaptisé Scandutch Edo avant d'être acquis par Pol Gulf International en 1993 et restauré sous son nom d'origine. En 1997, il a été acquis par Westwind International et en 1999, par Falani, avant d'être mis à la casse en 2000.
Le Tokio Express a été frappé, le 13 février 1997, au large des Cornouailles, par une vague scélérate qui lui a fait perdre une partie de sa cargaison, dont un conteneur chargé de 4,8 millions de pièces Lego principalement sur le thème de la mer. Depuis cet accident, connu sous le nom de Lego Spill (déversement de Lego), des pièces de Lego continuent à s'échouer sur les plages de Cornouailles après les tempêtes.

## Historique et description
Le Tokio Express était l'un des quatre porte-conteneurs de la classe Trio construits pour Hapag-Lloyd par Blohm + Voss au début des années 1970. Il s'agissait de navires de 3 000 EVP, longs de 287,71 mètres et larges de 32,31 mètres. Le premier d'entre eux était le Hamburg Express, il a été suivi du Bremen Express, du Tokio Express et enfin du Hongkong Express.
Les navires étaient à l'origine propulsés par des moteurs à deux hélices. Au cours des années 1980, ils ont tous subi un carénage qui comprenait la conversion à la propulsion à une seule vis, tout en conservant l'une des turbines,.
Après avoir changé plusieurs fois de mains au fur et à mesure que Hapag-Lloyd modernisait sa flotte, le Tokio Express a finalement été mis au rebut en 2000. Le nom, avec l'orthographe anglaise, a depuis été réutilisé pour un porte-conteneurs de taille similaire mais beaucoup plus moderne, lancé en 2000.

## Circonstances de l'accident
Alors qu'il faisait route au départ de Rotterdam vers New York le 13 février 1997, le Tokio Express a été frappé par une vague scélérate à environ 20 miles (32 km) au large de Land's End. Il s'est incliné de 60 degrés dans un sens, puis de 40 degrés dans l'autre, perdant 62 conteneurs par-dessus bord,. Il a fait escale à Southampton pour des réparations après l'accident.

## Cargaison de Lego
L'un des conteneurs perdus contenait 4,8 millions de pièces Lego destinées au marché américain. Par coïncidence, une grande partie d'entre elles faisaient partie de boîtes sur le thème des aventures en mer,, dans des séries telles que Lego Pirates et Lego Aquazone (en), mais aussi Fright Knights, Western… Parmi les pièces figuraient notamment 418 000 palmes, 353 264 petites fleurs, 97 500 bouteilles de plongée, 33 941 dragons, 26 600 gilets de sauvetage, 13 000 fusils harpons et 4 200 pieuvres. L'accident est connu sous le nom de Lego Spill (déversement de Lego).

## Échouage de pièces
Tombé en mer, le conteneur s'est rompu et quelque 3 000 000 pièces suffisamment légères ont pu flotter. Depuis l'accident, des habitants de Cornouailles trouvent des pieuvres, des dragons, des palmes de plongeurs et des herbes de mer échoués sur le rivage,. À la fin des années 1990, des enfants remplissaient des seaux avec les dragons trouvés sur les plages et les revendaient. Après 17 ans des trouvailles aussi nombreuses sont devenues beaucoup plus rares, mais 25 ans après l'accident, des pièces continuent à s'échouer sur les plages. L'écrivaine Tracey Williams a ouvert une page Facebook Lego Lost At Sea pour répertorier les découvertes et en a tiré un livre intitulé Adrift: The Curious Tale of the Lego Lost at Sea.
Des morceaux ont pu voyager beaucoup plus loin ; un commis d'expédition néerlandais a lancé un inventaire qui compte des participants actifs en Floride, en Géorgie et dans les Carolines, en attente de l'arrivée de morceaux. Selon l'océanographe américain Curtis Ebbesmeyer (en) qui étudie les courants marins, 12 ans sont nécessaires à des débris pour traverser l'océan Arctique et arriver en Alaska, et 3 ans pour parvenir en Floride, mais, 17 ans après l'accident, rien ne prouve qu'une pièce Lego a traversé l'océan, bien que ce soit très probable.
Ces petites pièces représentent un danger mortel pour les oiseaux de mer, comme pour les poissons, qui peuvent s'étouffer en les avalant,.